# Râul Căiniceni, Peșteana
Râul Căiniceni este un curs de apă, afluent al râului Peșteana.